# 帯広運転免許試験場
帯広運転免許試験場（おびひろうんてんめんきょしけんじょう）は、北海道警察釧路方面本部が管理する運転免許試験場である。

## 所在地
- 北海道帯広市西19条北2丁目

## 管轄
- 十勝地方（とかち）の全域

## 交通機関
- 北海道拓殖バス JR帯広駅前発（玄武住宅経由）運転免許試験場行